# Butler Lampson
Butler W. Lampson (nascut el 23 de desembre de 1943) és un informàtic estatunidenc que ha contribuït al desenvolupament i la implementació de la informàtica distribuïda i personal. És Technical Fellow de Microsoft i professor adjunt a l'MIT.

## Estudis
Va estudiar a Lawrenceville School, un dels internats més exclusius del país. Després va llicenciar-se en Física a Harvard el 1964 i es va doctorar en Enginyeria Elèctrica i Informàtica a la Universitat de Califòrnia a Berkeley el 1967.

## Obra
Durant els anys 60, Lampson i altres van formar part del projecte GENIE a Berkeley. El 1965, alguns membres del projecte, en concret Lampson i Peter Deutsch, van desenvolupar el Berkeley Timesharing System per a l'ordinador SDS 940 de Scientific Data Systems.
Lampson fou un dels fundadors del Xerox PARC el 1970, i va treballar-hi al Laboratori d'Informàtica (CSL). La seva visió d'un ordinador personal, ara famosa, quedava resumida en el seu correu de 1972 anomenat "Why Alto?" ("Per què l'Alto"?). El 1973, va néixer el Xerox Alto, amb un ratolí de tres botons i un monitor de la mida d'una pàgina sencera.
Actualment, se'l considera el primer ordinador personal veritable (almenys pel que pertoca a la manera actualment 'canònica' d'operar amb la interfície gràfica).
Tots els següents ordinadors creats al Xerox PARC van seguir un esquema general anomenat "Wildflower" ("flor salvatge"), escrit per Lampson, i això va incloure les màquines de la Sèrie D, el "Dolphin" (utilitzat en la màquina LISP Xerox 1100), "Dandelion" (utilitzat al model Xerox 8010 del Xerox Star i la màquina LISP Xerox 1108), "Dandetiger" (utilitzat en la màquina LISP Xerox 1109), "Dorado" (utilitzat en la màquina LISP Xerox 1132), "Daybreak" Xerox 6085, i "Dragon" (un 6085 de quatre processadors que va tenir una de les primeres caches snoopy, encara que mai no va entrar en producció).
Al PARC, Lampson va col·laborar en moltes altres tecnologies revolucionàries, com el disseny de la impressora làser; els protocols "commit" de dues fases; Bravo, el primer programa de format de text amb WYSIWYG; Ethernet, la primera xarxa d'àrea local (LAN); i va dissenyar alguns llenguatges de programació influents com Euclid.
A principis de la dècada de 1980, Lampson va plegar del Xerox PARC i va anar al Centre de Recerca de Sistemes (SRC) de Digital Equipment Corporation; actualment treballa a Microsoft Research. Lampson també és professor adjunt a l'MIT.

## Honors i premis
- El 1992, va guanyar el premi Turing de l'ACM, l'equivalent al premi Nobel de la informàtica per les seves contribucions a l'ordinador personal i la informàtica.[4]
- El 1994, fou nomenat Fellow de l'ACM.
- El 2001, va rebre la Medalla John von Neumann de l'IEEE.[5]
- El 2004, va guanyar el premi Charles Stark Draper, juntament amb Alan Kay, Robert W. Taylor, i Charles P. Thacker per la seva feina amb el Xerox Alto.[6]
- El 2006 fou nomenat Fellow del Computer History Museum "per contribucions fonamentals a la informàtica, que inclouen les estacions de treball personals, sistemes operatius, seguretat informàtica, i publicació de documents".[7]

## Frases
Sovint se li atribueix el "teorema fonamental de l'enginyeria de programari", que diu que "qualsevol problema en informàtica es pot resoldre amb un altre nivell d'indirecció", però en la conferència d'acceptació del premi Turing el 1993, ell mateix va dir que la frase era de David Wheeler.